# George Dibbs
Pour les articles homonymes, voir Dibbs.
George Richard Dibbs (12 octobre 1834 – 5 août 1904) était un homme politique australien qui fut le dixième Premier Ministre de Nouvelle-Galles du Sud. Il fut Premier Ministre à trois reprises.

## Jeunes années
Dibbs est né à Sydney. Il était le fils du capitaine John Dibbs, qui disparut l'année de sa naissance. Il fit ses études dans l'établissement de John Dunmore Lang puis trouva un travail d'apprenti chez un marchand de vin et par la suite s'installa à son compte avec un de ses frères. En 1857, il épousa Anne Maria Robey. Il voyagea à l'étranger et créa une filiale à Valparaíso au Chili en 1865 qui fut victime d'un blocus pendant la guerre hispano-sud-américaine. En 1867, son entreprise fit faillite et il se trouva en banqueroute mais, huit ans plus tard, il avait remboursé intégralement ses créditeurs.

## Carrière politique
Dibbs entra au Parlement en 1874 comme député de Sydney-Ouest. Il se fit connaitre comme un partisan d'une économie de marché et d'un enseignement obligatoire, laïque et gratuit qui supposait un retrait de l'aide aux écoles confessionnelles tel que celui accordé par l'Education Act de 1866. Il perdit son siège aux élections de 1877 par suite de son soutien à une immigration subventionnée ce qui le fit considérer comme un ennemi des travailleurs. Par la suite une grève des marins éclata contre leur employeur the Australian Steam Navigation Co car il avait commencé à employer des marins chinois sur ses navires côtiers et Dibbs qui était dirigeant de la Société dut défendre cette politique ce qui diminua encore sa popularité. Il fut ensuite condamné à un an de prison en 1880 pour diffamation envers un avocat qui avait eu des relations adultérines avec sa belle-sœur. Néanmoins, il réussit à reconquérir sa popularité.